# Nooran Ba Matraf
Nooran Ahmed Ali Ba Matraf (in arabo نوران بامطرف‎?; Atlanta, 25 novembre 1999) è una nuotatrice statunitense naturalizzata yemenita, che ha rappresentato lo Yemen ai Giochi Olimpici di Rio de Janeiro 2016 e Tokyo 2020. Il suo cognome è trascritto anche come Ba-Matraf o Bamatraf.

## Biografia
Nata negli Stati Uniti d'America, ad Atlanta da padre yemenita e madre statunitense, e cresciuta a Marietta, ha cominciato a nuotare all'età di 5 anni. A sedici anni ha preso anche la nazionalità del paese paterno, cominciando a gareggiare sotto la bandiera yemenita.
Ha esordito a livello internazionale nel 2015, ai campionati del mondo di nuoto disputati a Kazan', dove ha partecipato ai 100 metri farfalla ed ai 200 metri rana. In tutte e due le gare è stata eliminata in batteria, chiudendo rispettivamente al 67º posto, davanti alle sole Charissa Panuve e Nada Arkaji, ed al 49º posto, davanti alla sola Aishath Sajina.
L'anno successivo ha rappresentato lo Yemen ai giochi di Rio de Janeiro 2016: era l'unica donna della spedizione. Ha disputato i 100 metri farfalla, arrivando terza nella sua batteria, con il 43º tempo complessivo: non si qualificò pertanto per le semifinali.
Ai campionati mondiali di nuoto 2017 disputati a Budapest ha gareggiato nei 100 metri dorso (dove è stata eliminata in batteria con il 54º tempo) e nei 200 metri misti (chiusi al 36º ed ultimo posto).
Nel 2018 ha partecipato per la prima volta ai Giochi asiatici. La Ba Matraf si classificò al qunidicesimo posto in entrambe le gare disputate: i 200 metri rana ed i 200 metri misti. Nello stesso anno ha partecipato per la prima volta anche ad un mondiale in vasca corta, disputati a Hangzhou in Cina. Furono due le gare in cui gareggiò: i 100 metri misti, nei quali ottenne il 35º tempo in batteria, ed i 100 metri rana, dove si classificò 45ª.
Ha preso parte alla terza rassegna iridata in vasca lunga della carriera ai campionati mondiali di nuoto 2019 di Gwangju, in Corea del Sud. Nell'occasione ha disputato due gare: i 50 metri dorso, chiusi con il 40º tempo in batteria, ed i 100 metri rana, in cui fece segnare in batteria il 54º e penultimo tempo, davanti alla sola nuotatrice maldiviana Aishath Sajina, come quattro anni prima nella distanza doppia.
Ha fatto parte della spedizione olimpica yemenita anche in occasione dei giochi di Tokyo 2020, disputati nel 2021 a causa della pandemia di COVID-19. La Ba Matraf era una delle due donne della squadra (l'altra era la tiratrice Yasameen Al-Raimi). Ha chiuso le batterie dei 100 metri rana in 42ª e penultima posizione, curiosamente ancora una volta davanti alla sola Aishath Sajina.